# Sant Esteve de Massanes
Sant Esteve de Massanes és una església amb elements romànics i neoclàssics de Massanes (Selva) inclosa a l'Inventari del Patrimoni Arquitectònic de Catalunya.

## Descripció
L'església parroquial de Sant Esteve està situada a l'extrem de ponent del nucli urbà i s'hi accedeix a través de la plaça de Catalunya. A la construcció primitiva d'una sola nau rectangular i un absis semicircular s'hi van afegir les capelles laterals, la sagristia i el campanar. L'edifici actual respon essencialment a l'obra del segle xvii. L'absis, però, és clarament romànic i està realitzat en carreus i ornamentat amb un fris d'arcuacions llombardes, en sèries de sis entre lesenes, acabades amb un fris de dents de serra i una simple motllura al ràfec. La coberta a l'interior de la nau és de volta de canó. A la façana principal, totalment emblanquinada, hi ha la porta que és quadrangular amb els brancals i la llinda de pedra, coronada amb una fornícula. A sobre hi ha una finestra que segueix la mateixa estructura de la porta. El campanar és una torre quadrangular amb finestres allargades d'arc de mig punt a cada cara, rematat per una balustrada.

## Història
La construcció originària era d'estil romànic, de la qual només en resta l'absis.
L'any 1903, l'església va ser donada al Monestir de Breda, i a pareix esmentada també en una butlla del Papa Lluci III, l'any 1185.
Al 1740 va ser reformada totalment i els murs romànics foren arrebossats.
L'exèrcit francès la va destruir en la invasió de 1808.
Reconstruïda després de la Guerra Civil (1939) i al cap de pocs anys es traslladà el cementiri, que estava just al davant.
L'any 1978 un privat va comprar la rectoria i va refer la casa i la part exterior de l'absis, deixant-lo amb la seva aparença originària.